# San Francesco (Cimabue)
San Francesco è un dipinto a tempera su tavola (107x57 cm) attribuito a Cimabue, databile al 1290 circa e conservato nel Museo della Porziuncola presso la basilica di Santa Maria degli Angeli ad Assisi.

## Storia
La tradizione vuole la tavola usata come coperchio per la tomba di san Francesco d'Assisi, sul quale era stato dipinto un ritratto dal vero del defunto, secondo una tradizione che risaliva all'antichità.
Esiste un documento del XVIII secolo che riferisce la tavola a quella conservata nella casa Giacobina di Assisi, mentre nel 1820 viene descritta nella casa Bini della stessa città. Nel 1886 passò nella Basilica di Santa Maria degli Angeli, dove fu posta nella cappella del transito e quindi nel museo adiacente dove tuttora è esposta.
Il primo studioso che riferì il dipinto alla maniera di Cimabue fu Pietro Toesca (1914-1927). Seguirono attribuzioni più decise da parte di Roberto Longhi (1948), Roberto Salvini (1950), Ferdinando Bologna (1962), Miklos Boskovitz (1976), Luiz Marques (1987), Angelo Tartuferi (1990), Alessandro Conti (1993) e Luciano Bellosi (2004), che la giudicarono autografa. La tavola fu invece ritenuta opera della bottega di Cimabue da Edward B. Garrison, se non un'opera di un imitatore, ispirata semplicemente al ritratto di Francesco a lato della Maestà di Assisi, che pare più compiuto artisticamente.  In tal senso si espressero Eugenio Battisti (1963) ed Enio Sindona (1975). Lo stato di conservazione precario della tavola impedisce di sciogliere definitivamente i dubbi, anche se la maggior parte degli studiosi si sono orientati su un'attribuzione cimabuesca.
Secondo studi recenti, la tavola che copriva la primitiva bara, era stata appesa sul muro nella parete opposta alla sepoltura definitiva nella basilica inferiore e in un tempo posteriore sostituita sullo stesso luogo con l'affresco molto più conosciuto, opera dello stesso artista, ma già evoluto nel suo stile.

## Descrizione e stile
La tavola fu realizzata senza la consueta preparazione, ovvero senza ingessatura né carmottatura, e presenta il colore steso direttamente sul legno.
Il santo di Assisi è ritratto a figura intera, indossante il saio, con la chierica e una corta barba, le grandi orecchie a sventola, il mento appuntito. Impugna con le due mani il libro della Regola e mostra le ferite delle stimmate su mani, piedi e, attraverso uno squarcio nel saio, sul costato. Il saio ha delle pieghe soffici e morbide che fanno assomigliare il tessuto ad una morbida seta piena di irridescenze. Lo sfondo, un tempo in blu oltremare, è oggi ampiamente perduto, mostrando il colore della tavola sottostante.
La tavola è stata ritenuta a lungo una derivazione della più famosa immagine del santo presente nella maestà affrescata da Cimabue nella Basilica inferiore di San Francesco d'Assisi. In realtà un'analisi attenta mostra che non ne ripete neppure una linea e la somiglianza è dovuta all'utilizzo della stessa iconografia da parte del medesimo artista, cioè Cimabue.
Gli elementi che fanno riferire il dipinto a Cimabue sono i filamenti stesi con la punta del pennello per la modulazione chiaroscurale, il naso adunco, le orecchie a sventola, le dita delle mani artigliate, la merlatura sul bordo della manica, la sfrangiatura del tessuto sulla ferita del costato.